# Antonio Bordon
Antonio Bordon (Cormons, 11 dicembre 1950) è un ex calciatore italiano, di ruolo attaccante.

## Caratteristiche tecniche
Era un tipico centravanti di area di rigore, molto potente fisicamente, piuttosto macchinoso nei movimenti.

## Carriera
Dopo un inizio di carriera in formazioni friulane delle serie minori, si mette in luce con la maglia dell'Udinese nella stagione 1971-1972, nella quale vince la classifica marcatori del girone A della Serie C.
Nel 1972 passa al Genoa, con cui nella stagione 1972-1973 vince il campionato di Serie B, realizzando 13 reti e componendo una coppia d'attacco con Sidio Corradi (a segno 14 volte). Nella stagione successiva esordisce in massima serie ma in 18 incontri disputati non riesce mai ad andare a segno, e i liguri chiudono la stagione all'ultimo posto.
Nel corso della stagione 1974-1975 torna in Serie A col Cesena, dove realizza 3 reti in 16 incontri.
Nell'estate del 1975 si trasferisce al Foggia, in Serie B, con cui centra la sua seconda promozione in massima serie, andando a segno in 9 occasioni. Resta in Puglia per altri due campionati di massima serie, il secondo dei quali concluso con la retrocessione, realizzando 13 reti complessive, quindi passa al Bologna, dove nella stagione 1978-1979 con 6 reti (fra cui la rete decisiva su calcio di rigore nell'ultimo incontro contro il Perugia) risulta il miglior marcatore in campionato della squadra, contribuendo alla salvezza finale per differenza reti a discapito del Lanerossi Vicenza.
Nel 1979 torna a Cesena, dove resta per tre stagioni, ottenendo nella stagione 1980-1981 la sua terza promozione in Serie A, realizzando 13 reti. Disputa un incontro in massima serie nella stagione 1981-1982, quindi torna a Foggia, dove disputa due campionati di Serie B e una di Serie C1.
In carriera ha totalizzato complessivamente 129 presenze e 22 reti in Serie A e 195 presenze e 55 reti in Serie B.

## Palmarès
- Campionato italiano di Serie B: 1

Genoa: 1972-1973